# Paolo Chiavenna
| Odkryte planetoidy: 15 | Odkryte planetoidy: 15 |
| ---------------------- | ---------------------- |
| (9796) Robotti         | 19 kwietnia 1996       |
| (11145) Emanuelli      | 29 sierpnia 1997       |
| (15379) Alefranz       | 29 sierpnia 1997       |
| (17614) 1995 UT7       | 27 października 1995   |
| (27900) Cecconi        | 7 września 1996        |
| (29424) 1997 BV4       | 29 stycznia 1997       |
| (31254) 1998 DK23      | 27 lutego 1998         |
| (35270) Molinari       | 7 września 1996        |
| (37706) 1996 RN        | 8 września 1996        |
| (39734) Marchiori      | 14 grudnia 1996        |
| (55854) Stoppani       | 8 listopada 1996       |
| (79382) 1997 GC4       | 8 kwietnia 1997        |
| (79472) Chiorny        | 6 stycznia 1998        |
| (97356) 2000 AY27      | 5 stycznia 2000        |
| (120679) 1997 BW4      | 29 stycznia 1997       |
| 1. 2. 3. 4. 5.         |                        |

Paolo Chiavenna – włoski astronom amator. W latach 1995–2000 współodkrył 15 planetoid. Paolo Chiavenna pracował w Osservatorio Astronomico Sormano. Jest członkiem grupy Gruppo Italiano Astrometristi zrzeszającej astronomów amatorów, poszukiwaczy planetoid.